# 福原香織
福原 香織（ふくはら かおり、1986年8月11日 - ）は、日本の女性声優。千葉県出身。ブライトイデア所属。
代表作に『らき☆すた』（柊つかさ）、『咲-Saki-』（天江衣）、『Aチャンネル』（百木るん）、『新妹魔王の契約者』（成瀬万理亜）などがある。
「FUNCTION6ch」、「かと*ふく」として音楽活動も行っている。

## 来歴
幼い頃から声優を志し、15歳で単身上京し、16歳の時に『ボイスニュータイプ』誌主催の「声優オーディションツアー」でVOICE NEW TYPE&avex mode賞を受賞し、それを機に17歳から芸能活動を始める。アニメデビューする以前は、テレビ、CMナレーション、舞台出演が主だった。エイベックスアーティストアカデミー・声優コースの第2期特待生となる。
2005年、テレビアニメ『うえきの法則』プティング役でテレビアニメデビューし、2007年に第12回アニメーション神戸にて、主題歌賞（ラジオ関西賞）を受賞。2009年に、第2回声優アワードにて歌唱賞を受賞。
2012年に劇団ひとりプロデュースで、ダンスユニットリアルアキバボーイズと共に「福原香織とRAB」としてCDデビュー。2014年12月1日より「FUNCTION6ch」に改名し、エイベックスより活動をスタートする。加藤英美里と声優ユニット「かと*ふく」を結成。
2016年9月28日、エイベックス・プランニング&デベロップメントを退所し、フリーで活動していることを報告した。
2019年11月1日付けでブライトイデアへ加入した。
2021年3月16日、自身のTwitterにて、2019年に一般男性と結婚していたこと、および第一子を出産したことを報告した。

## 人物
愛称は、かおりん。水やお茶が飲めないほか、野菜や果物の大半も食べられない。だが、徐々に克服してきている。辛い物好き。
小学校3～4年生くらいの時、漠然と役者に興味を抱いたという。理由は2つあり、1つは、同じクラスに子役タレントがいたことであり、出演しているミュージカルを見に行ったり稽古の裏話を聞いたりしていくうちに、「演じるってなんだか楽しそうだな」と思っていたという。
もう1つは『美少女戦士セーラームーン』のファンであり、当初は「セーラームーンは実在する」と思っていたという。漢字が読める年齢になった時、エンディングテロップで「声の出演」と書いてあるのに気づいてしまって、セーラームーンが実在しないことを知ったという。その時は、「えぇ！セーラームーンいないの？！声の出演ってなに？！」とショックを受けたが、同時に、「気づくまでのあいだ、実在していると夢を見させてくれた声優の存在はすごいな」、「そういう風に夢を与えられる存在になってみたい」と思い、声優に興味を持つようになったという。
新聞の広告欄にある「劇団○○子役タレント募集！」と書いていたページを親に見せ、「劇団のレッスンに通いたい！」とプレゼンしていたが、「そんなの無理に決まってるでしょ！」と即却下されたという。福原家は身近に芸能人が1人もいない普通の家庭だったため、親が納得するはずもなく、子供ながらに夢破れ、その後は将来の夢は空気を読んで看護師と答えるようになったという。中学生になると、声優への夢が膨らみ始めて、父のパソコンを借りて声優について調べたり、声優が掲載されている雑誌を買ったり、声優のラジオを聴いたり、アニメが好きだった部活の仲間と声優について語り合ったりしていたという。中学3年生の頃にはお小遣いを貯めて、地元の千葉県から1人で東京都まで声優養成所の体験レッスン、ワークショップにも行くようになったという。
進路を決めなければならない中学3年生の夏、声優の夢に賭けてみようと、「平日は東京の芸能系の高校に行きながら、週末は声優養成所でレッスンを受けたい！」と、再度、親にプレゼンしていたところ父は「わかった。それだけやりたいならやりなさい。でも、芸能の世界は甘い世界じゃないから、やるなら家を出てとことんやりなさい。」であり、その時は「えぇー！ やっていいのー？！ しかも私、家、出るのー？！ 」と驚いていたという。上京後は東京都の高校に通って、週末は声優養成所に通っており、親からは最低限の生活費のみもらっていたため、自由に使えるお金も欲しく、マクドナルドでアルバイトも始めていたという。
テレビアニメ『らき☆すた』で共演した白石稔が、彼女をモデルに作詞、作曲した『かおりんのテーマ』という曲が存在する。
中川翔子のファンで、「しょこたん☆ぶろぐ」に自分のことが書いてあったときはとても喜んでいた。
アロマテラピー検定2級取得。
座右の銘は「貪欲」、「努力」。

## 出演
太字はメインキャラクター。

### テレビアニメ
2005年
- アニマル横町（くーちゃん / 竹田久美子 、のんこちゃん、マグラ）
- うえきの法則（プティング）

2006年
- 妖逆門（きみどり）
- 妖怪人間ベム（女の子）
- 吉永さん家のガーゴイル（いためのリン、ケメ子、コスモス、彼岸花）

2007年
- らき☆すた（柊つかさ）

2008年
- あかね色に染まる坂（二条亜矢）
- かんなぎ（美術部員、女子中学生、女子生徒）
- 絶対可憐チルドレン（花井ちさと）
- ハヤテのごとく!（進行鈴木）
- マクロスF（ラム・ホア、エディ）

2009年
- 咲-Saki-（2009年 - 2014年、天江衣） - 3シリーズ
- 聖剣の刀鍛冶（シャーロット・E・フィーロビッシャー）
- NEEDLESS（セト）
- PandoraHearts（エイダ＝ベザリウス）
- ファイト一発!充電ちゃん!!（ぷらぐ・クライオスタット）

2010年
- そらのおとしものf（フォルテ）（アストレア）

2011年
- アドリブアニメ研究所（風華）
- Aチャンネル（百木るん）
- プリティーリズム・オーロラドリーム（南梨ふれあ）
- べるぜバブ（ラミア）

2012年
- あっちこっち（春野姫）
- シャイニング・ハーツ 〜幸せのパン〜（女の子）
- 中二病でも恋がしたい！（2012年 - 2014年、富樫樟葉） - 2シリーズ

2013年
- アラタカンガタリ〜革神語〜（ミヤビ）
- 最強銀河 究極ゼロ 〜バトルスピリッツ〜（マレーネ）
- 断裁分離のクライムエッジ（病院坂病子）

2014年
- 異能バトルは日常系のなかで（工藤美玲）
- Wake Up, Girls!（2014年 - 2017年、相沢菜野花） - 2シリーズ
- ガールフレンド（仮）（三嶋ゆらら）

2015年
- カード・バトルZERO（ルシンダ）
- 新妹魔王の契約者（成瀬万理亜） - 2シリーズ

2016年
- シュヴァルツェスマーケン（イングヒルト・ブロニコフスキー、マルタ・ヴィーデマン）
- ツキウタ。 THE ANIMATION（朝霧あかね）

2019年
- ポプテピピック TVスペシャル 朱雀ver.（ピピ美〈第14話Aパート〉）

2020年
- 安達としまむら（シャーマン田岡）

### 劇場アニメ
- 劇場版 マクロスF（2009年 - 2011年、ラム・ホア） - 2部作[一覧 5]
- そらのおとしものシリーズ（2011年 - 2014年、アストレア[33]） - 2作品[一覧 6]
- 中二病でも恋がしたい!シリーズ（2013年 - 2018年、富樫樟葉[50][51]） - 2作品[一覧 7]
- Wake Up, Girls!シリーズ（2014年 - 2015年、相沢菜野花[42]） - 3作品[一覧 8]
- 薄暮（2019年、小山恵美（佐智の姉）[52])

### OVA
2000年代
- らき☆すたOVA（オリジナルなビジュアルとアニメーション）（2008年、柊つかさ）
- よつのは（2008年、南菜々美）
- あかね色に染まる坂 ハードコア（2009年、二条亜矢）

2010年代
- 足洗邸の住人たち。（2010年、竜造寺こま）
- そらのおとしもの（2010年、アストレア）
- Aチャンネル+smile（2012年、百木るん）
- 中二病でも恋がしたい! Lite（2012年 - 2014年、富樫樟葉） - 2シリーズ
- 咲日和（2015年、天江衣）

### Webアニメ
- 宮河家の空腹（2013年、柊つかさ）
- 神さまの言うとおり（2014年、平井翔子）

### ゲーム
2006年
- アニマル横町 〜どき☆どき救出大作戦!の巻〜（くーちゃん）
- アニマル横町 〜どき☆どき進級試験!の巻〜（くーちゃん）
- e'tude prologue 〜揺れ動く心のかたち〜（鮎瀬碧）

2007年
- らき☆すたの森（柊つかさ）

2008年
- あかね色に染まる坂 ぱられる（二条亜矢）
- らき☆すた 〜陵桜学園 桜藤祭〜（柊つかさ）

2009年
- あかね色に染まる坂 ぽーたぶる（二条亜矢）
- キモかわE!（コロネ）
- らき☆すた ネットアイドル・マイスター（柊つかさ）

2010年
- 咲-Saki- Portable（天江衣）
- ファイト一発! 充電ちゃん!! CC（ぷらぐ・クライオスタット）
- らき☆すた 〜陵桜学園 桜藤祭〜 Portable（柊つかさ）

2011年
- アークサイン（アストレア）
- 雀龍門3（可愛いメイド）
- そらのおとしものf Dreamy Season（アストレア）
- 嫁コレ（るん、喜多嶋由里、福原香織）

2012年
- スクール・ウォーズ（小堀夏絵）
- ダウンロードボイス（椿理江那）

2013年
- ガールフレンド（仮）（三嶋ゆらら）
- 咲-Saki- 阿知賀編 episode of side-A Portable（天江衣）
- スーパーロボット大戦シリーズ（2013年 - 2015年、ギャラクシー船団幹部 少女） - 2作品
- スクール・ウォーズ〜卒業戦線〜（小堀夏絵）

2014年
- Wake Up, Girls! ステージの天使（相沢菜野花）
- ガンダムブレイカー2（ルル）
- グランブルーファンタジー（2014年 - 2022年、ソフィア）
- スクールガールストライカーズ（賢宮ほたる）
- 大戦コスプレタリカ（園崎さくら）
- バレットガールズ（木住野玲美）

2015年
- クリスタル クラウン
- 幻影異聞録♯FE（源まもり）
- 咲-Saki- 全国編（天江衣）
- シュヴァルツェスマーケン 紅血の紋章（イングヒルト・ブロニコフスキー）
- プリズミック（ニコラ）

2016年
- バレットガールズ2（木住野玲美）
- 神撃のバハムート（スノウ）
- すくみず！ 〜すくみ荘ミッションZ〜（柚子木ひかり）

2017年
- ドラゴンエッグ（ドロシー）
- Shadowverse（2017年 - 2020年、シンデレラ、冥河の導き手、白猫の賢者・スノウ、竜炎の設計士、ラミエル）
- ヴィーナスランブル（ヘスティア）
- きららファンタジア（2017年 - 2020年、るん、春野姫）

2018年
- バレットガールズ ファンタジア（木住野玲美）
- Re:ステージ!プリズムステップ（柊つかさ）

2019年
- メリーガーランド（ユーク）

2020年
- 幻影異聞録♯FE Encore（源まもり）
- ファイアーエムブレム ヒーローズ（まもり）

2021年
- クイズRPG 魔法使いと黒猫のウィズ（ティシア・ローム）
- 雀魂（天江衣）
- アッシュアームズ -灰燼戦線-（バレンタインMk.II）

2023年
- 麻雀格闘倶楽部Sp（天江衣）

### ドラマCD
- あかね色に染まる坂（二条亜矢）
- 足洗邸の住人たち。（竜造寺こま）※コミックス11､12巻初回限定版
- アニマル横町 バラエティCD2-4（くーちゃん）
- キモかわE!（コロネ）
- くそせん!〜クソな専門学校生の日常〜（宇賀神京香[84]）
- グランブルーファンタジー「救国の忠騎士」ディレクターズカット版（2016年、ソフィア）
- コーセルテルの竜術士物語 〜海に行く話〜（リタ）
- この素晴らしい世界に祝福を! この真夏の海に騒乱を!（アクア[85]）
- 咲 -Saki- オリジナルドラマCD 第三局（天江衣）
- 私立翔瑛学園男子高等部 〜倉科先生の受難〜（松本さん）
- セクシャル・ハンター・ライオット（南波緑里）
- 絶対可憐チルドレン ドラマCD EPS.1st（花井ちさと）
- そらのおとしものf（フォルテ）（アストレア）
- TAKAMICHI SUMMER WORKS
- 断裁分離のクライムエッジ（病院坂病子）
  - コミックス7巻初回限定版
  - ドラマCDアルバム「二人のその前」
- 中二病でも恋がしたい! 極東魔術昼寝結社の夏に聞く黙示録（富樫樟葉）
- 猫神やおよろず〜神饌音盤 巻の二、三〜（しゃも）
- PandoraHearts
  - CDドラマシアター1 「ベザリウス学園の悪夢」（ネコ）
  - CDドラマシアター2 「アリスのむ茶会」（エイダ＝ベザリウス）
  - Retrac:42.5 A SIDE EPISODE OF Unbirthday（エイダ＝ベザリウス）
- BE MY BABY（一之瀬咲）
- ファイト一発! 充電ちゃん!! 充電ちゃん勝負!!（ぷらぐ・クライオスタット）
- マクロスF 〜娘ドラ◎ドラ 3〜（ラム・ホア）
- 宮河家の空腹 〜陵桜学園高等学校文化祭は大パニックかも〜（柊つかさ）
- 森口織人の陰陽道（一之瀬カスミ）
- ゆめのロワイヤル（竹雀さゆり）
- 吉永さん家のガーゴイル ガーくんドキドキ三本勝負（生徒）
- らき☆すた ドラマCD（ドラマがコンプリートなディスク）（柊つかさ）

### ラジオドラマ
- あか☆ぷろ!!!えすえす（春川華美）
- アニ店特急（柊つかさ）
- おいでませラグヒカ（アルナ）
- ペースメーカー（はーちゃん）

### 吹き替え
2000年代
- STEP-UP ステップ・アップ（2007年、カミール）

2010年代
- コールドケース6（2010年、ヒラリー・ローズ）
- ゾウズ・フー・キル 殺意の深層（2012年、ソラ・ローク）
- リゾーリ＆アイルズ2（2012年、マンディ）
- アメリカン・ホラー・ストーリー アサイラム Vol.3（2013年、ジェニー）
- タワーリング・インフェルノ（2013年、アンジェラ・オールブライト）※BSジャパン版
- デビルズ・バースデイ（2015年、ブリタニー）

### デジタルコミック
- VOMIC ノノノノ（興梠みかげ）
- Beeマンガ 神さまの言うとおり（平井翔子）

### ラジオ
※はインターネット配信。
- らっきー☆ちゃんねる（2007年、ラジオ関西・ランティスウェブラジオ※）コーナーパーソナリティー
- らっきー☆ちゃんねる-陵桜学園放課後の机-（2007年、ラジオ関西・ランティスウェブラジオ※）
- ファイト一発! 充電ちゃん!! 天才・ぷらぐの元気が出るラヂオ!!（2009年 - 2010年、音泉※）
- そらのおとしもの Webラジオ そらおと 〜ふぉーりん☆らぶ〜（2009年 - 2010年、アニメイトTV※・マリン・エンタテインメント※）
- ラグナロク〜光と闇の皇女〜 全力応援! ラジヒカ（2011年、ラグナロク公式サイト※）
- 大久保瑠美・福原香織のあっちこっちステーション（2012年、超!A&G+※）
- Super a-hour DIVE II you（2012年 - 2013年、文化放送）
- Webラジオペースメーカー（2012年 - 2014年、OH☆TV※）
- ラジカメSTATION+（2012年、超!A&G+※）
- あやのん・かおりんの「秋葉原発信!!ゲームオンデマンド」（2012年、ラジカメSTATION!※）
- 嫁ラジ（2013年、アニメイトTV※）
- DIVE II Station DIVE II you（2013年 - 2016年、文化放送）

### ラジオCD
- 大久保瑠美・福原香織のあっちこっちステーションラジオDJCD1、2
- あやのん・かおりんの「秋葉原発信!!ゲームオンデマンド」DJCD VOL.1
- ファイト一発! 充電ちゃん!! さんとらとらじお

### ナレーション

#### テレビ
- マクロスF 情報局（2010年）
- アニソン進化論（2011年）
- アドリブアニメ研究所 豪華声優勢揃い！これまでの研究を一挙放送しちゃうんだからねSP（2012年）

#### CM
- アニプレックス「Aチャンネル」
- avex trax「恋の運動会／NUMBERONE!!」PARADISE GO!! GO!!
- avex mode「犬夜叉 オリジナルサウンドトラック ベストアルバム 犬夜叉 音楽撰集」
- avex mode「犬夜叉 オリジナルサウンドトラック ベストアルバム 犬夜叉 音楽撰集 -映画編-」
- avex mode「サクラ大戦 スーパー歌謡全集III 新西遊記」
- avex mode「妖逆門」
- avex entertainment「ファイト一発! 充電ちゃん!!」
- 角川書店「コンプティーク」
- コナミ「アニマル横町 〜どき☆どき進級試験!の巻〜」
- 集英社「りぼん」
- 東京国際アニメフェア「avexブース」
- パチンコ&スロット ライブガーデン幸手権現堂店
- 芳文社「まんがタイムきらら」
- ポニーキャニオン「あっちこっち」
- ムービック・エンスカイ「プレシャスメモリーズ」
- バンダイナムコゲームス「プリキュアオールスターズ ぜんいんしゅうごう☆レッツダンス!」
- TOKYO MX「エムキャス」 ※本人出演

### テレビ番組
※はインターネット配信。
- AチャンネルTV（2011年、アニメ公式サイト※）
- アドリブアニメ研究所（2011年 - 2013年、BSフジ）
- ヴォイス・アカデミア（2013年 - 2014年、BSフジ）
- スカパー!HD PigooHD663ch「声優探偵リドルハート」（2013年 - ）
- 福原香織とRABのうぇうぇコヨトル!（2013年 - 2014年、ニコニコ生放送※）
  - 福原香織とRABのうぇうぇコヨトルZ（2014年、ニコニコ生放送※）
  - FUNCTION6chのうぇうぇコヨトル！（2014年 - 2016年、ニコニコ生放送※）
- ラジオ鷲宮 柊姉妹誕生日イベント生中継（2014年 - 、ニコニコ生放送※）
- いらこん（2015年 - 2016年、フジテレビ）「声優イラストゼミナール」コーナー
- 福原香織がファンのみんなとただ雑談するだけの60分（2015年 - 、SHOWROOM※）
- モテ福（2017年 - 2018年、テレビ埼玉）もこ（※声の出演）
- 福原大坪西本と視聴者のみんながやりたい30のこと（2017年、SHOWROOM※）[86]
- SHOWROOM公式声優トーク番組（2018年 - 、SHOWROOM※）[87]

### 映像商品
- 第二回声優アワード 永久保存版オフィシャルDVD（2008年）
- らき☆すた in 武道館 あなたのためだから（2009年）
- Aチャンネル初回限定版DVD&Blu-ray1-6巻（2011年）
- 秋葉原声優まつり THE MOVIE（2012年）
- 宝探し 〜至高のペルソナ〜 in マザー牧場（2012年）
- 咲-Saki-フェス 四角い宇宙でSquarePanic!（2013年）
- 女性声優 麻雀女王決定戦（2013年）
- 声優的！つかの間のリア充ライフ!! 略して ツカ充!（2013年）
- つれゲーVol.8 加藤英美里＆福原香織×SIREN（2013年）
- 人狼バトル〜missing girl in fairyland〜（2014年）

### 舞台
- 劇団岸野組 「新〜とんびと鷹の捕物帖〜酔いどれムスメとお転婆オヤジ」（2017年10月28日 ‐ 11月5日、俳優座劇場）

### パチンコ・パチスロ
- CRFマクロスフロンティア（ラム・ホア）
- パチスロマクロスフロンティア（ラム・ホア）
- パチスロ そらのおとしものフォルテ（アストレア）

### アプリ
- 萌えでん（でんたん）
- Aチャンネル目覚まし（るん）
- LisPon ボイスドラマ「窓際族だけど気づいたら異世界で勇者になっていた。」（桃川真理萌）

### 写真集
- W×Cast voice actor friends ＜授業篇＞、 ＜放課後篇＞（2012年、グライドメディア）

### その他
- Blister Pack V♀ice（Bohemian Quarter featuring 福原香織）
- らき☆すた目覚まし時計（柊つかさ）
- ダウンロードボイス（椿理江那、クラリオンのカーナビゲーション用誘導音声）
- 桜木学園癒やし部～1年C組・野々街乃々華。ヒーリング睡眠&マッサージ～ ASMR（2021年、野々街乃々華）
- 琴崎さんがみてる【漫画エンジェルネコオカ/YouTube】(2021年、琴崎イリア)
- ゆめぐりASMR マルロ (2022年、マルロ）

## ディスコグラフィ

### キャラクターソング
| 発売日   | 商品名                                                                                          | 歌 | 楽曲                                                             | 備考                                                                               |
| 2006年   | 2006年                                                                                          | 2006年 | 2006年                                                           | 2006年                                                                             |
| -------- | ----------------------------------------------------------------------------------------------- | --- | ---------------------------------------------------------------- | ---------------------------------------------------------------------------------- |
| 7月21日  | アニマル横町 バラエティCD3 〜どき☆どきDJの巻〜                                                  | アニヨコーズ（あみ（江里夏）、くーちゃん（福原香織）、イヨ（宍戸留美））                                                                       | 「ビミョーなPOSITION」                                           | テレビアニメ『アニマル横町』関連曲                                                 |
| 7月26日  | 踊る ばけぎゃもん 〜ぷれい屋音頭/ふろむ 妖逆門                                                  | 多聞三志郎（小林由美子） / 特別参加 - フエ（郷田ほづみ）、ロンドン（斎賀みつき）、ミック（加藤奈々絵）、ねいど（茶風林）、きみどり（福原香織） | 「踊る ばけぎゃもん 〜ぷれい屋音頭」                             | テレビアニメ『妖逆門』エンディングテーマ                                           |
| 7月26日  | 踊る ばけぎゃもん 〜ぷれい屋音頭/ふろむ 妖逆門                                                  | きみどり（福原香織） | 「ふろむ 妖逆門」                                                | テレビアニメ『妖逆門』エンディングテーマ                                           |
| 9月22日  | アニマル横町 バラエティCD4 〜どき☆どき 45分間世界一周の巻〜                                     | あみ（江里夏）、くーちゃん（福原香織） | 「お菓子なドリーム」                                             | テレビアニメ『アニマル横町』関連曲                                                 |
| 11月22日 | アニマル横町 〜どき☆どき ボーカルベストの巻〜                                                   | くーちゃん（福原香織） | 「ビミョーなPOSITION」 「お菓子なドリーム」                      | テレビアニメ『アニマル横町』関連曲                                                 |
| 2007年   |                                                                                                 | |                                                                  |                                                                                    |
| 3月14日  | 妖逆門 SONG COLLECTION                                                                          | きみどり（福原香織） | 「ソラミミ妖逆門」                                               | テレビアニメ『妖逆門』エンディングテーマ                                           |
| 3月14日  | 妖逆門 SONG COLLECTION                                                                          | ロンドン（斎賀みつき） feat.きみどり（福原香織）                                                                                               | 「Always there for you」                                         | テレビアニメ『妖逆門』エンディングテーマ                                           |
| 5月23日  | もってけ!セーラーふく                                                                           | 泉こなた（平野綾）、柊かがみ（加藤英美里）、柊つかさ（福原香織）、高良みゆき（遠藤綾）                                                         | 「もってけ!セーラーふく」 「かえして!ニーソックス」              | テレビアニメ『らき☆すた』オープニングテーマ                                        |
| 7月11日  | らき☆すた エンディングテーマ集 〜ある日のカラオケボックス〜                                     | 柊つかさ（福原香織） | 「バレンタイン・キッス」 「ドラえもんのうた」 「負けないで」     | テレビアニメ『らき☆すた』エンディング主題歌                                        |
| 8月8日   | もってけ!セーラーふくRe-Mix001〜7 burning Remixers〜                                            | 泉こなた（平野綾）、柊かがみ（加藤英美里）、柊つかさ（福原香織）、高良みゆき（遠藤綾）                                                         | 「もってけ!セーラーふく」 リミックス                             | テレビアニメ『らき☆すた』オープニング主題歌                                        |
| 9月5日   | らき☆すた キャラクターソング Vol.003 柊つかさ                                                   | 柊つかさ（福原香織） | 「寝・逃・げでリセット!」 「しすたー・うぉーず」                 | テレビアニメ『らき☆すた』関連曲                                                    |
| 12月26日 | らき☆すたRe-Mix002〜『ラキスタノキワミ、アッー』【してやんよ】〜                                | 泉こなた（平野綾）、柊かがみ（加藤英美里）、柊つかさ（福原香織）、高良みゆき（遠藤綾）                                                         | 「もってけ!セーラーふく」 リミックス                             | テレビアニメ『らき☆すた』オープニング主題歌                                        |
| 2008年   |                                                                                                 | |                                                                  |                                                                                    |
| 3月5日   | ハマってサボっておーまいがっ!／なんてったって☆伝説                                              | 泉こなた（平野綾）、柊かがみ（加藤英美里）、柊つかさ（福原香織）、高良みゆき（遠藤綾）                                                         | 「ハマってサボっておーまいがっ!」 「なんてったって☆伝説」        | PS2用ゲーム『らき☆すた 〜陵桜学園 桜藤祭〜』オープニング&エンディング主題歌        |
| 3月26日  | milktub 15th ANNIVERSARY BEST ALBUM BPM200 ROCK'N'ROLL SHOW                                     | 泉こなた（平野綾）、柊かがみ（加藤英美里）、柊つかさ（福原香織）、高良みゆき（遠藤綾）                                                         | 「男子ムリムリ大改造」                                           |                                                                                    |
| 9月25日  | 絶対可憐チルドレン ドラマCD EPS.1st                                                             | 花井ちさと（福原香織） | 「あのね、オトコノコ」                                           | テレビアニメ『絶対可憐チルドレン』関連曲                                           |
| 9月26日  | アタックNo.1のテーマ                                                                            | 柊つかさ（福原香織） | 「アタックNo.1のテーマ」                                         | OVA『らき☆すたOVA（オリジナルなビジュアルとアニメーション）』挿入歌                |
| 2009年   |                                                                                                 | |                                                                  |                                                                                    |
| 7月29日  | 咲-Saki- THE 夢のヒットスクエア キャラソン対局編                                                | 天江衣（福原香織） | 「刹那の海よ」                                                   | テレビアニメ『咲 -Saki-』関連曲                                                    |
| 7月29日  | 咲-Saki- THE 夢のヒットスクエア キャラソン対局編                                                | 宮永咲（植田佳奈)、天江衣（福原香織）、池田華菜（森永理科）、加治木ゆみ（小林ゆう）                                                            | 「麻雀天使にかこまれちゃう」                                     | テレビアニメ『咲 -Saki-』関連曲                                                    |
| 9月9日   | CHARACTERS LOVE MISSION                                                                         | セト（福原香織）、ソルヴァ（今井麻美） | 「がんばらないのが美しい？」                                     | テレビアニメ『NEEDLESS』関連曲                                                     |
| 11月18日 | CHARGE!／お願いSweetheart                                                                       | ぷらぐ（福原香織）、アレスタ（高垣彩陽） | 「CHARGE!」                                                      | テレビアニメ『ファイト一発!充電ちゃん!!』オープニング主題歌                        |
| 11月18日 | CHARGE!／お願いSweetheart                                                                       | ぷらぐ（福原香織） | 「お願いSweetheart」                                             | テレビアニメ『ファイト一発!充電ちゃん!!』エンディング主題歌                        |
| 11月18日 | BouNce♥BaCk                                                                                     | ぷらぐ（福原香織） | 「BouNce♥BaCk」                                                  | テレビアニメ『ファイト一発!充電ちゃん!!』地上波版オープニング主題歌                |
| 2010年   |                                                                                                 | |                                                                  |                                                                                    |
| 1月27日  | ファイト一発! 充電ちゃん!! みにあるばむとでぃーぶいでぃー                                       | ぷらぐ（福原香織） | 「BouNce♥BaCk（Power Drive edit）」                              | テレビアニメ『ファイト一発!充電ちゃん!!』関連曲                                    |
| 1月27日  | な・り・あ・が・り☆                                                                             | 泉こなた（平野綾）、柊かがみ（加藤英美里）、柊つかさ（福原香織）、高良みゆき（遠藤綾）                                                         | 「な・り・あ・が・り☆」 「なんでだったっけアイドル？」           | PSP用ゲーム『らき☆すた ネットアイドル・マイスター』オープニング&エンディング主題歌 |
| 7月27日  | 絶対可憐チルドレン ULTIMATE SONGS                                                               | 花井ちさと（福原香織） | 「あのね、オトコノコ」                                           | テレビアニメ『絶対可憐チルドレン』関連曲                                           |
| 10月6日  | RASPBERRY DREAM                                                                                 | そらの少女TAI♪ featuring 福原香織 | 「RASPBERRY DREAM」                                              |                                                                                    |
| 11月24日 | cosmic cuune                                                                                    | シェリル・ノーム starring May'n、ランカ・リー＝中島愛、frontier stars                                                                          | 「Merry Christmas without You」                                  | テレビアニメ『マクロスF』関連曲                                                    |
| 12月8日  | そらのおとしものf プレゼンツ そらの少女TAI♪                                                     | そらの少女TAI♪ | 「天使のウインク」 「不思議Tokyoシンデレラ」 「RASPBERRY DREAM」 |                                                                                    |
| 12月22日 | そらのおとしものf “今年も”エンディング・テーマ・コレクション                                    | アストレア（福原香織） | 「ミラクル・ガイ」 「帰らざる日のために」 「時代遅れの恋人たち」 | テレビアニメ『そらのおとしものf（フォルテ）』エンディング主題歌                    |
| 12月24日 | セーラー服を脱がさないで                                                                        | そらの少女TAI♪ | 「セーラー服を脱がさないで」                                     |                                                                                    |
| 2011年   |                                                                                                 | |                                                                  |                                                                                    |
| 2月16日  | そらのおとしものf 〜天使たちの声が響く〜                                                        | アストレア（福原香織） | 「フール・イン・ザ・ラビリンス」                                 | テレビアニメ『そらのおとしものf（フォルテ）』関連曲                                |
| 2月25日  | イミテイション・ゴールド                                                                        | そらの少女TAI♪ featuring 福原香織 | 「イミテイション・ゴールド」                                     |                                                                                    |
| 5月25日  | 前略、道の上より                                                                                | そらの少女TAI♪ | 「前略、道の上より」                                             |                                                                                    |
| 5月27日  | ハミングガール                                                                                  | るん（福原香織）、トオル（悠木碧）、ナギ（内山夕実）、ユー子（寿美菜子）                                                                       | 「ハミングガール」                                               | テレビアニメ『Aチャンネル』エンディングテーマ                                      |
| 5月27日  | ハミングガール                                                                                  | るん（福原香織）、トオル（悠木碧）、ナギ（内山夕実）、ユー子（寿美菜子）                                                                       | 「はるかぜの化学」 「Start」                                     | テレビアニメ『Aチャンネル』挿入歌                                                  |
| 6月22日  | summer dream syndrome                                                                           | るん（福原香織） | 「summer dream syndrome」                                        | テレビアニメ『Aチャンネル』挿入歌                                                  |
| 8月24日  | ともだち                                                                                        | るん（福原香織）、トオル（悠木碧） | 「ともだち」 「翼はないけど」                                    | テレビアニメ『Aチャンネル』挿入歌                                                  |
| 8月24日  | ともだち                                                                                        | るん（福原香織） | 「オチャメロディカルビューティバンバン」                         | テレビアニメ『Aチャンネル』挿入歌                                                  |
| 8月24日  | ともだち                                                                                        | ナギ（内山夕実）、るん（福原香織） | 「探検のススメ」                                                 | テレビアニメ『Aチャンネル』挿入歌                                                  |
| 9月21日  | オカシナ時間                                                                                    | るん（福原香織）、トオル（悠木碧）、ナギ（内山夕実）、ユー子（寿美菜子）                                                                       | 「オカシナ時間」 「Happy Snow」                                  | テレビアニメ『Aチャンネル』挿入歌                                                  |
| 2012年   |                                                                                                 | |                                                                  |                                                                                    |
| 3月21日  | スマイル方程式                                                                                  | るん（福原香織）、トオル（悠木碧）、ナギ（内山夕実）、ユー子（寿美菜子）                                                                       | 「スマイル方程式」 「HAPPY NEW DAYS」                            | OVA『Aチャンネル +smile』エンディング主題歌&挿入歌                                 |
| 4月18日  | あっちでこっちで                                                                                | あっち⇔こっち | 「あっちでこっちで」                                             | テレビアニメ『あっちこっち』オープニング主題歌                                     |
| 5月16日  | あっちこっち キャラクターソングミニアルバム 〜お悩みゅーじっく・たーみなる〜                    | 春野姫（福原香織） | 「スウィートハッピー」                                           | テレビアニメ『あっちこっち』関連曲                                                 |
| 2014年   |                                                                                                 | |                                                                  |                                                                                    |
| 3月26日  | リトル・チャレンジャー                                                                          | I-1club | 「シャツとブラウス」                                             | アニメ映画『Wake Up, Girls! 七人のアイドル』挿入歌                                 |
| 4月23日  | 極上スマイル                                                                                    | I-1club | 「極上スマイル」 「ジェラ」                                      | テレビアニメ『Wake Up, Girls!』挿入歌                                              |
| 2015年   |                                                                                                 | |                                                                  |                                                                                    |
| 3月4日   | 新妹魔王の契約者 臨界突破の絶頂音楽集                                                           | 成瀬万理亜（福原香織） | 「Sweet Heart」                                                  | テレビアニメ『新妹魔王の契約者』関連曲                                             |
| 3月25日  | 新妹魔王の契約者 臨界突破の悦楽音楽集                                                           | 成瀬澪（朝井彩加）、成瀬万理亜（福原香織） | 「Dear My Darling」                                              | テレビアニメ『新妹魔王の契約者』関連曲                                             |
| 4月24日  | 異能バトルは日常系のなかで BD第5巻特典CD                                                        | 安藤寿来（岡本信彦）、工藤美玲（福原香織） | 「Nobody knows,Oh yeah! -強欲-」                                 | テレビアニメ『異能バトルは日常系のなかで』関連曲                                   |
| 4月24日  | ツキウタ。 9月 朝霧あかね                                                                       | 朝霧あかね（福原香織） | 「こがれびと」 「夜明けの光」                                    | 『ツキウタ。』関連曲                                                               |
| 7月25日  | -                                                                                               | 龍門渕高校麻雀部 | 「ころもびより」                                                 | OVA『咲日和』エンディングテーマ                                                    |
| 11月11日 | 運命の女神                                                                                      | I-1club Team S | 「運命の女神」 「リトルチャレンジャー 2015」                     | アニメ映画『Wake Up, Girls! 青春の影』関連曲                                       |
| 2016年   |                                                                                                 | |                                                                  |                                                                                    |
| 1月13日  | レザレクション/止まらない未来                                                                   | I-1club | 「止まらない未来」                                               | 劇場アニメ『Wake Up, Girls! Beyond the Bottom』挿入歌                              |
| 5月21日  | ガールフレンド(♪) 三嶋ゆらら 「どろりん! ゆららいふ」                                           | 三嶋ゆらら（福原香織） | 「どろりん! ゆららいふ」                                         | 『ガールフレンド（仮）』関連曲                                                     |
| 9月9日   | セピア -SEPIA-                                                                                  | 朝霧あかね（福原香織） | 「セピア -SEPIA-」 「Fly Me High」                               | 『ツキウタ。』関連曲                                                               |
| 2017年   |                                                                                                 | |                                                                  |                                                                                    |
| 7月19日  | ガールフレンド（仮） キャラクターソングシリーズ Vol.07                                          | サバトちぇーんそー | 「オカルティック雑技団」                                         | ゲーム『ガールフレンド（仮）』関連曲                                               |
| 7月19日  | 「パチスロ そらのおとしものフォルテ」登場記念 そらのおとしもの オリジナル・ソング・コレクション | アストレア（福原香織） | 「無敵さばいばる!!」「PLEASE 〜メイレイデスカ?〜」               | 『パチスロ そらのおとしものフォルテ』使用曲                                        |
| 2018年   |                                                                                                 | |                                                                  |                                                                                    |
| 1月31日  | 君とプログレス/Jewelry Wonderland                                                               | I-1club | 「君とプログレス」 「Jewelry Wonderland」                        | テレビアニメ『Wake Up, Girls! 新章』挿入歌                                         |
| 2019年   |                                                                                                 | |                                                                  |                                                                                    |
| 3月29日  | Seleas                                                                                          | Seleas | 「Seleas」 「T.O.T.M. -TAKOPA On The Moon-」                     | キャラクターCD『ツキウタ。』関連曲                                                 |
| 2021年   |                                                                                                 | |                                                                  |                                                                                    |
| 6月25日  | 小さな願い                                                                                      | 朝霧あかね（福原香織） | 「小さな願い」                                                   | 『ツキウタ。』関連曲                                                               |

### その他参加作品
| 発売日         | 商品名                                     | 歌                                            | 楽曲 | 備考 |
| -------------- | ------------------------------------------ | --------------------------------------------- | --- | ---- |
| 2012年1月18日  | トロ子のランナンバン                       | 福原香織とRAB                                 | 「トロ子のランナンバン」 |      |
| 2013年5月1日   | すぺしゃアニ研Vol.1 feat.福原香織 and ARM  | 福原香織                                      | 「インモラリスト」 「innocent starter」 「輪舞-revolution」 「READY!!」                                                                    |      |
| 2013年10月27日 | King of SABUKARUTYA-                       | ABLITROSICKS（D.watt、ココ、y0c1e、福原香織） | 「低音乙女わぶるちゃん」 |      |
| 2014年1月22日  | ディズニー・ロックス!!! 〜ガールズパワー〜 | 福原香織とRAB                                 | 「It's a Small World [New York World’s Fair]」                                                                                             |      |
| 2014年2月19日  | 売れたい!                                  | 福原香織とRAB                                 | 「フラグゲット」 「ウルトラオレンジ」 「声のサプリメント」 「only my railgun」 「太陽曰く燃えよカオス」 「secret base 〜君がくれたもの〜」 |      |
| 2015年1月14日  | #俺的ボカロ曲ロックカバー祭り Vol.3        | 福原香織                                      | 「Mr.MUSIC」 |      |

FUNCTION6ch名義
- 会場限定シングル「FUNCTION6ch」（2014年11月30日）
- 会場限定シングル「BLACKOUT / Hi!!!!!!」（2015年6月20日）